# Serra d'O Courel
La serra d'O Courel (en gallec: Serra do Courel) és una serralada al sud-est de la província de Lugo, que abasta els municipis de Folgoso do Courel, en la seva major part, Quiroga i Pedrafita do Cebreiro. Abasta 21.020 hectàrees, amb grans variacions d'altitud, des de 400-500 msnm a la vall del riu Lor a més de 1600 metres en els punts més alts de Montouto, Formigueiros (1643 m) i el pic Pía Páxaro (1610 m).
El 2004 és declarat zona d'especial protecció dels valors naturals i zona d'importància comunitària.

## Natura

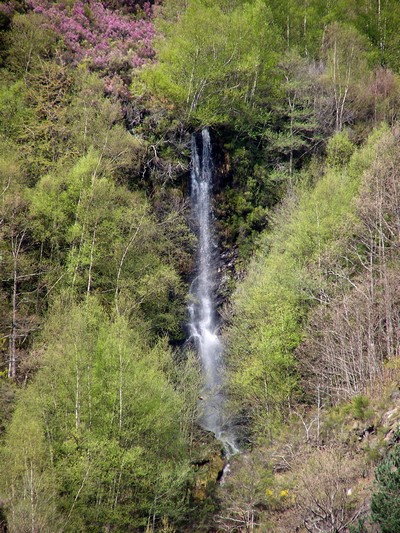
Petita cascada a la Serra d'O Courel

La serra d'O Courel alberga la major joia natural de Galícia, la Devesa da Rogueira, un bosc autòcton, on conviu la pràctica totalitat de les espècies vegetals naturals de Galícia que no tenen àmbit costaner, destaquen els castanyers, roures i bedolls, però és també possible trobar espècies com alzines sureres, més vinculades al clima mediterrani. En les profunditats de la devesa hi viuen cabirols, martes, mosteles, gats salvatges, lirons, entre altres animals. Hi ha petits rius que formen petites cascades. A nivell geològic destaca la pissarra com a element predominant, que actualment encara s'extreu a la zona. Durant l'època romana hi havia pedreres on s'extreia ferro, plom, coure, or i antimoni. La llacuna, en gallec Lagoa da Lucenza, és d'origen glacial, ocupa uns 60 metres de diàmetre i generalment no s'asseca ni a l'estiu.

## Demografia
Es tracta d'una de les zones menys poblades de Galícia. Té una molt baixa densitat de població. Cada cop el despoblament es fa més evident. La distribució de la població de manera dispersa, formant nombrosos assentaments. La major part de la població treballa en el sector primari. Les principals fonts d'ingressos, són les explotacions forestals, agràries i de pissarra.
Aquestes terres van ser una referència important en les obres de Uxío Novoneyra, poeta i escriptor nascut a Parada de Moreda.